# Titularbistum Theodosiopolis in Arcadia
Theodosiopolis in Arcadia (ital.: Teodosiopoli di Arcadia) ist ein Titularbistum der römisch-katholischen Kirche. 
Es geht zurück auf ein untergegangenes Bistum der antiken Stadt Tebtynis in Oberägypten, das der Kirchenprovinz Oxyrhynchos angehörte.
| Titularbischöfe von Theodosiopolis in Arcadia |                                | |                   |                    |
| Nr.                                           | Name                           | Amt | von               | bis                |
| 1                                             | Andrzej Gembicki               | Weihbischof in Gniezno (Polen) | 10. Januar 1628   | 19. April 1638     |
| 2                                             | Henri-Marie Amanton            | Apostolischer Delegat im Irak (Osmanisches Reich)                                                                                             | 27. März 1865     | 12. Oktober 1869   |
| 3                                             | Celso Benigno Luigi Costantini | Apostolischer Delegat in der Republik China Apostolischer Administrator von Harbin Sekretär der Kongregation für die Verbreitung des Glaubens | 9. September 1922 | 12. Januar 1953    |
| 4                                             | Arrigo Pintonello              | Erzbischof des Italienischen Militärordinariats Apostolischer Administrator von Velletri (Italien)                                            | 4. November 1953  | 12. September 1967 |